# The Nature Conservancy
The Nature Conservancy (TNC) ist eine gemeinnützige Naturschutzorganisation in den USA. Sitz der Organisation ist Arlington in Virginia.
The Nature Conservancy befasst sich mit dem Schutz von Pflanzen, Tieren und Biozönosen, die repräsentativ für die Vielfalt des Lebens auf der Erde sind (Biodiversität), sowie dem Schutz ihrer Lebensräume an Land und im Wasser.
Die Organisation wurde 1951 gegründet. Vorläufer war die 1946 ins Leben gerufene Ecologists' Union, welche wiederum aus dem 1917 entstandenen Committee for the Preservation of Natural Conditions hervorging, einer Gruppe von Befürwortern aktiven Umweltschutzhandelns unter Führung von Victor Shelford innerhalb der 1915 gegründeten Ecological Society of America.
1987 erhielt TNC einen der ersten Global 500 Awards der UNEP.
The Nature Conservancy hat seit 1999 über eine Million Mitglieder und ist nicht nur in allen 50 US-Bundesstaaten, sondern auch weltweit in über 30 Ländern aktiv. TNC hat in den USA bereits über 69.000 km² Gebiete unter Schutz gestellt, weltweit über 473.000 km² (Stand 2007). Ihr gehören beispielsweise solche Naturschutzgebiete wie das Niobrara Valley Preserve. Der Jahresumsatz belief sich 2006 auf 1,02 Milliarden US-Dollar. Zusammen mit dem Sierra Club und Conservation International gehört TNC zu den drei größten Naturschutzorganisationen in den USA.
Der ehemalige Chef der Investmentbank Goldman Sachs (1999 bis 2006) und spätere Finanzminister der USA (2006 bis 2008) im Kabinett von George W. Bush, Henry M. Paulson, Jr., ist langjähriges Mitglied von TNC und war zeitweise Vorsitzender. Von 2001 bis 2008 war Steven J. McCormick Vorsitzender der Organisation. Seither wird sie von Mark R. Tercek geleitet, der früher ebenfalls Manager bei Goldman Sachs war.
Nach dem Deepwater-Horizon-Unglück im Mai 2010 geriet TNC wegen seiner langjährigen Kooperation mit dem dafür verantwortlichen Energiekonzern BP in die Kritik.
Im Februar 2018 übernahm The Nature Conservancy 21,6 Millionen US$ der Staatsschulden der Seychellen. Dies geschah im Rahmen eines „Schulden-gegen-Naturschutz-Handels“ (debt-for-nature-swap) in dessen Rahmen sich die Seychellen verpflichteten, große Seegebiete unter Naturschutz zu stellen.

## Schutzstatussystem
The Nature Conservancy hat ein eigenes Schutzstatussystem für Arten vorgestellt.
In diesem System bezeichnet G globale, N nationale und S subregionale, wie z. B. die Bundesstaaten der USA, Einteilungen. Diese Buchstaben werden gefolgt von:
- X – als ausgestorben angenommen (konnte auch in ausgedehnten Suchen nicht gefunden werden)
- H – wahrscheinlich ausgestorben (oder h für historische Sichtungen mit etwas Hoffnung auf erneute Sichtung)
- 1 – stark gefährdet (typischerweise 5 oder weniger Sichtungen bzw. weniger als 1000 Vertreter)
- 2 – gefährdet (typischerweise 6 bis 20 Sichtungen oder 1000 bis 3000 Vertreter)
- 3 – verletzbar (selten; typischerweise 21 bis 1000 Sichtungen oder 3000 bis 10000 Individuen)
- R oder ? – Nationale bzw. regionale Meldungen, aber lokaler Status nicht verfügbar. Zusammen mit G1 bis G3: lokaler Status unbestimmt.
- 4 – Augenscheinlich sicher (unüblich, aber nicht selten; Bedenken für die Zukunft, üblicherweise über 100 Sichtungen sowie 10000 Exemplare)
- 5 – sicher (üblich, hohe Anzahl, weitverbreitet)

## Kritik
Die durch The Nature Conservancy geschützten Gebiete sind zumindest teilweise nicht von der Abholzung bedroht, da sie bereits als geschützte Gebiete ausgezeichnet sind.